# Tukotuko wyżynny
Tukotuko wyżynny (Ctenomys opimus) – gatunek gryzonia z rodziny tukotukowatych (Ctenomyidae). Występuje w Ameryce Południowej, gdzie odgrywa ważną rolę ekologiczną. Siedliska tukotuko wyżynnego położone są na terenach andyjskiej formacji puna w północno-zachodniej Argentynie, południowo-zachodniej Boliwii, południowym Peru oraz północnym Chile na wysokościach 2000–5000 m n.p.m. Międzynarodowa Unia Ochrony Przyrody (IUCN) wymienia ten gatunek w Czerwonej księdze gatunków zagrożonych jako gatunek najmniejszej troski i oznacza go akronimem LC.